# Johannes Aventinus
Johannes Aventinus (latim para "João de Abensberg"; Abensberg, 4 de julho de 1477 — Regensburg, 9 de janeiro de 1534) era o pseudônimo de Johann Georg Turmair ou Thurmayr, um humanista renascentista, historiador e filólogo bávaro. É o autor dos Anais da Baviera (1523), um registro valioso da história antiga da Alemanha.

## Tutor
Após estudar em Ingolstadt, Viena, Cracóvia e Paris, Aventinus voltou a Ingolstadt em 1507 e em 1509 foi nomeado tutor de Luís e Ernesto, os dois irmãos mais novos de Guilherme IV, duque da Baviera (r. 1508–1550), todos os três filhos de Alberto, o Sábio. Aventinus manteve esta posição até 1517, escreveu uma gramática em latim (Rudimenta grammaticae latinae; 1512) e outros manuais para facilitar o aprendizado de seus alunos, e em 1515 viajou pela Itália, com Ernesto. Em seu zelo pela aprendizagem, ajudou a fundar a Sodalitas litteraria Angilostadensis (fraternidade literária de Ingolstadt), sob cujos auspícios vários manuscritos antigos foram trazidos à luz; contudo, ela logo deixou de existir (1520).

## Historiador da Baviera
Em 1517, Guilherme o nomeou historiador oficial da Baviera e o encarregou de escrever uma história do país. Muitas das fontes importantes que Aventinus coletou para este fim foram preservadas apenas em suas cópias. Ele procurou dar um tratamento crítico a essas fontes ao escrever uma história completa da Baviera, Annales Bojorum ("Anais da Baviera"). Sua versão condensada em alemão dela, a Bayerische Chronik, é a primeira história importante no idioma alemão.

## A Reforma

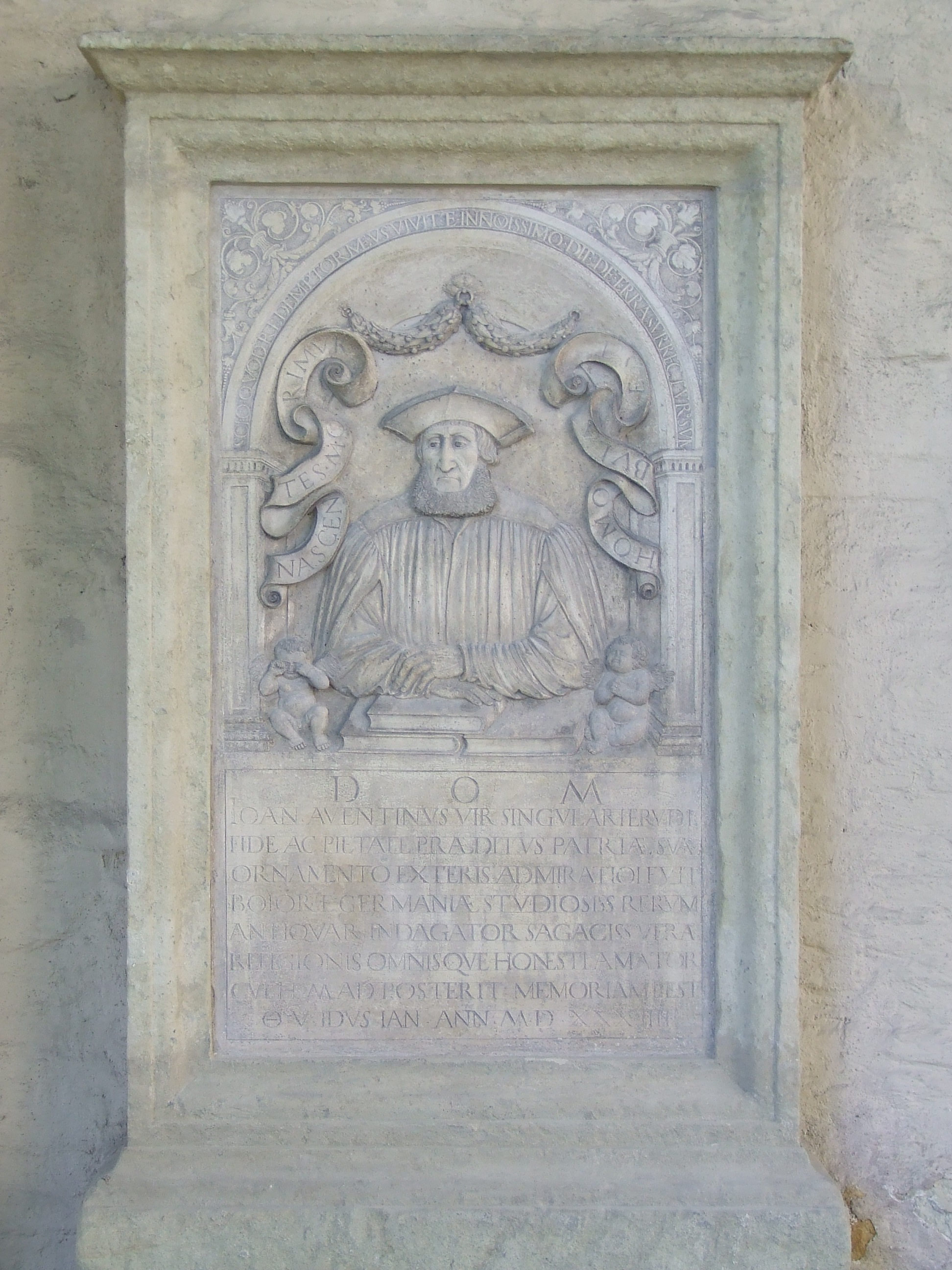
Placa sepulcral de Aventinus na abadia de Santo Emerano, Regensburg.

Aventinus se manteve católico ao longo de sua vida; tinha simpatia pelos humanistas, e pelas opiniões dos reformadores. Rejeitou a confissão auricular, objetou as peregrinações e indulgências, e se opôs, em linguagem violenta, às reivindicações de hierarquia, quando excessivas. Demonstrou forte antipatia pelos monges, e por conta disso, foi preso em 1528, mas seus amigos logo providenciaram a sua libertação. O restante de sua vida foi um pouco instável, e morreu em Regensburg.

## Anais da Baviera
Os Anais, que estão em sete volumes, relatam a história da Baviera em conjunto com a história geral desde os primeiros tempos até 1460, e o autor mostra simpatia pelo Império em sua luta contra o papado. Teve cuidado na criação de seu trabalho, e até certo ponto antecipou a historiografia moderna. Outra consequência de sua não conformidade foi que os Anais só foram publicados após 1554. Muitas passagens foram omitidas nesta edição de Ingolstadt, uma vez que elas refletiam sobre os católicos romanos.
A edição mais completa foi publicada na Basileia em 1580 por Nicholas Cisner. Aventinus, que tem sido chamado de "Heródoto bávaro", escreveu outros livros de menor importância, e uma edição completa das suas obras foi publicada em Munique (1881-1886).

### Genealogia teutônica
Em sua Chronik, Aventinus fabricou uma sucessão de reis teutônicos que remonta ao Grande Dilúvio, governando sobre vastas áreas da Alemanha e regiões circunvizinhas até o século I a.C., e os envolveu em inúmeros eventos da história bíblica e clássica.
Estes governantes e suas façanhas são em sua maioria fictícios, embora alguns sejam derivados de figuras mitológicas, lendárias ou históricas. Exemplos destes últimos são Boiger, Kels II e Teutenbuecher, cujo reinado em conjunto é dado como em 127-100 a.C., e que se baseiam no rei Boiorix dos cimbros, o rei sem nome dos ambrones e o rei Teutobod dos teutões.
      Dinastia de Tuitsch
      Dinastia de Mader
      Dinastia de Breno III
      Afiliação dinástica desconhecida
| Governante         | Governante                              | Governante                              |
| ------------------ | --------------------------------------- | --------------------------------------- |
| Tuitsch 2214–2038  | Adalger 1377–1328                       | Mader 644–589                           |
| Mannus 1978–1906   | Larein 1328–1277                        | Breno II e Koenman 589–479              |
| Eingeb 1906–1870   | Ilsingo 1277–1224                       | Landein, Antör e Rögör 479–399          |
| Ausstaeb 1870–1820 | Breno I 1224–1186                       | Breno III 399–361                       |
| Hermano 1820–1757  | Hecar 1186–1155                         | Schirm e Breno IV 361–263               |
| Mers 1757–1711     | Frank 1155–1114                         | Thessel, Lauther e Euring 279–194       |
| Gampar 1711–1667   | Wolfheim Siclinger 1114–1056            | Dieth I e Diethmer 194–172              |
| Schwab 1667–1621   | Kels I, Gal e Hillyr 1056–1006          | Baermund e Synpol 172–127               |
| Wandler 1621–1580  | Alber (e outros seis sem nome) 1006–946 | Boiger, Kels II e Teutenbuecher 127–100 |
| Deuto 1580–1553    | Walther, Panno e Schard 946–884         | Scheirer 100–70                         |
| Alman 1553–1489    | Main, Öngel e Treibl 884–814            | Ernesto e Vocho 70–50                   |
| Baier 1489–1429    | Myela, Laber e Penno 814–714            | Pernpeist 50–40                         |
| Ingram 1429–1377   | Venno e Helto 714–644                   | Cotz, Dieth II e Creitschir c. 40–13    |

## Legado
Luís I da Baviera mandou construir um busto em homenagem a Aventinus no templo de Walhalla.

## Leituras adicionais
- Heinrich Beck, Dieter Geuenich, Heiko Steuer, Dietrich Hakelberg, ed. (2004). Zur Geschichte der Gleichung "germanisch – deutsch": Sprache und Namen, Geschichte und Institutionen. Col: Reallexikon der Germanischen Altertumskunde – Ergänzungsbände. Berlim: W. De Gruyter. ISBN 9783110175363. OCLC 54825128